# Sin Permiso
Sin Permiso és una revista digital d'esquerres sobre política internacional en castellà. També es publica una revista anual en paper amb el mateix nom i del mateix consell editorial.
Sin Permiso no rep cap tipus de subvenció pública ni privada, i la seva existència és possible mercès a la feina voluntària dels seus col·laboradors i traductors, i a les subscripcions dels seus lectors.

## Ideologia
El nucli promotor de Sin Permiso està format per un reduït equip de persones. Aquest nucli promotor prové de diferents corrents de la tradició socialista, en un sentit ampli del terme, que inclou la socialdemocràcia, el laborisme, diversos corrents del comunisme, l'anarquisme obrer i el sindicalisme revolucionari.
L'editor general va ser fins a la seva mort Antoni Domènech (1952-2017). El comitè de redacció el componen Daniel Raventós, David Casassas i Gerardo Pisarello, entre d'altres.
El nom de la revista prové d'un fragment de la Crítica del Programa de Gotha de Karl Marx:
| « | El treball no és "la font de tota la riquesa". La naturalesa no és menys font dels valors d'ús (i en aquests consisteix la riquesa objectiva!) que el treball, el qual no és sinó la manifestació d'una força natural, la força humana de treball. Aquella frase es troba en totes les rondalles per a infants, i només és veritable si se suposa que a la feina van inclosos els mitjans i els objectes que l'acompanyen. Però un programa socialista no pot permetre aquestes maneres burgeses de parlar, en els quals es posa sordina als supòsits que li donen sentit a la frase. Només en la mesura en què l'home es relaciona de bon principi com a propietari de la natura -que és la primera font de tots els mitjans i els objectes de treball-, només en la mesura que la tracta com quelcom seu, serà el treball la font de valors d'ús, és a dir, de riquesa. Els burgesos tenen molt bones raons per fantasiejar que el treball és una força creativa sobrenatural, car precisament de la determinació natural de la feina se segueix que l'home que no posseeixi altra propietat que la seva pròpia força de treball, en qualssevol situacions socials i culturals, ha de ser l'esclau dels altres homes, dels que s'han fet amb la propietat de les condicions objectives de la feina. Només pot treballar amb el seu permís, és a dir: només pot viure amb el seu permís. | » |

## Col·laboracions
La revista té producció pròpia d'articles i també tradueix treballs d'altres autors. Són habituals autories com: Elmar Altvater, Xosé Manuel Beiras, Robert Brenner, Mike Davis, Tariq Ali, Barbara Ehrenreich, Luciano Canfora, Rossana Rossanda, Joseph Stiglitz, Naomi Klein, Noam Chomsky, Josep Fontana, Jordi Dauder, Emir Sader, Amy Goodman o Ianis Varufakis, entre molts altres. El gener de 2019 s'havien publicat 12.000 articles, entrevistes i altres escrits de més de 3.000 autories.